# Conversión de coordenadas celestes
La conversión de coordenadas celestes permite pasar de unas coordenadas celestes a otras por ejemplo de eclípticas a ecuatoriales, como otra conversión nos permitirá pasar de ecuatoriales a horarias, las conversiones sucesivas nos permiten cualquier transformación entre coordenadas. 
Las conversiones de coordenadas pueden ser:
1. Conversión de coordenadas ecuatoriales a coordenadas eclípticas
2. Conversión de coordenadas eclípticas a coordenadas ecuatoriales
3. Conversión de coordenadas ecuatoriales a coordenadas horarias
4. Conversión de coordenadas ecuatoriales a coordenadas horizontales
5. Conversión de coordenadas horizontales a coordenadas ecuatoriales
6. Conversión de coordenadas ecuatoriales a coordenadas galácticas
7. Conversión de coordenadas galácticas a coordenadas ecuatoriales
8. Conversión de coordenadas horarias a coordenadas horizontales
9. Conversión de coordenadas horizontales a coordenadas horarias

- Datos: Q5786161